# Myrsine macrophylla
Myrsine macrophylla är en viveväxtart. Myrsine macrophylla ingår i släktet Myrsine och familjen viveväxter.

## Underarter
Arten delas in i följande underarter:
- M. m. macrophylla
- M. m. menaziensis